# (697) Galilea
(697) Galilea – planetoida z pasa głównego asteroid okrążająca Słońce w ciągu 4 lat i 327 dni w średniej odległości 2,88 j.a. Została odkryta 14 lutego 1910 roku w Landessternwarte Heidelberg-Königstuhl, w Heidelbergu przez Josepha Helffricha. Nazwa planetoidy została nadana na cześć Galileusza z okazji 300 rocznicy odkrycia przez niego księżyców Galileuszowych. Przed jej nadaniem planetoida nosiła oznaczenie tymczasowe (697) 1910 JO.